# 小行星8001
小行星8001（英語：8001 Ramsden）是一颗围绕太阳公转的小行星。1986年10月4日，安東寧·姆爾科斯在克列特发现了此天体。
这颗小行星的绝对星等为291.3369555685796等。